# جایزه بزرگ کانادا ۱۹۷۰
جایزه بزرگ کانادا ۱۹۷۰ (انگلیسی: ‎1970 Canadian Grand Prix‎) یک مسابقهٔ موتوری در رشتهٔ اتومبیل‌رانی فرمول یک بود که در تاریخ ۲۰ سپتامبر ۱۹۷۰ در پیست مون-ترومبلان واقع در مون-ترومبلان، کبک، کانادا برگزار شد. این گراند پری در میان ۱۳ گراند پری در فصل ۱۹۷۰، مسابقهٔ شمارهٔ ۱۱ بود.
در این مسابقه که در ۹۰ دور و به مسافت ۳۸۳٫۸۵۰ کیلومتر (۲۳۸٫۵۱۳ مایل) برگزار شد، پول پوزیشن توسط جکی استوارت کسب شد و سریع‌ترین زمان برای طی یک دور پیست که برابر با ۱:۳۲٫۲ بود نیز توسط کلی رگاتزونی به ثبت رسید.
ژاکی ایکس از تیم فراری، کلی رگاتزونی از تیم فراری و کریس ایمون از تیم مارچ-فورد به‌ترتیب مقام‌های اول تا سوم مسابقه را کسب کردند.

## رده‌بندی قهرمانی پس از مسابقه
|       | جایگاه | راننده       | امتیاز |
| ----- | ------ | ------------ | ------ |
|       | ۱      | جوهن رایندت  | ۴۵     |
| ۴     | ۲      | ژاکی ایکس    | ۲۸     |
| ۲     | ۳      | کلی رگاتزونی | ۲۷     |
| ۲     | ۴      | جکی استوارت  | ۲۵     |
| ۲     | ۵      | جک برابام    | ۲۵     |
| منبع: |        |              |        |

|       | جایگاه | سازنده      | امتیاز |
| ----- | ------ | ----------- | ------ |
|       | ۱      | لوتوس-فورد  | ۵۰     |
| ۲     | ۲      | فراری       | ۴۳     |
| ۱     | ۳      | مارچ-فورد   | ۴۳     |
| ۱     | ۴      | برابام-فورد | ۳۵     |
|       | ۵      | مک‌لارن-فورد | ۳۱     |
| منبع: |        |             |        |

یادداشت
- تنها پنج جایگاه نخست از هر رده‌بندی نمایش داده شده‌است.